# Tour Vauban (Port-en-Bessin-Huppain)
Pour les articles homonymes, voir Tour Vauban.
La tour Vauban est une tour d'artillerie dominant l'entrée du port de Port-en-Bessin dans le département du Calvados.

## Localisation
L'édifice domine le littoral à l'est de l'avant-port de Port-en-Bessin.

## Historique
La tour Vauban a été construite en 1694 par Benjamin de Combes.
C'est une propriété privée.

## Architecture
L'ouvrage est une batterie casematée percée de quatre embrasures à canon et d'une porte. La tour est construite en calcaire, à toit conique en forme de poivrière, avec une couverture en calcaire.
La tour est classée monument historique depuis le 29 avril 1948.

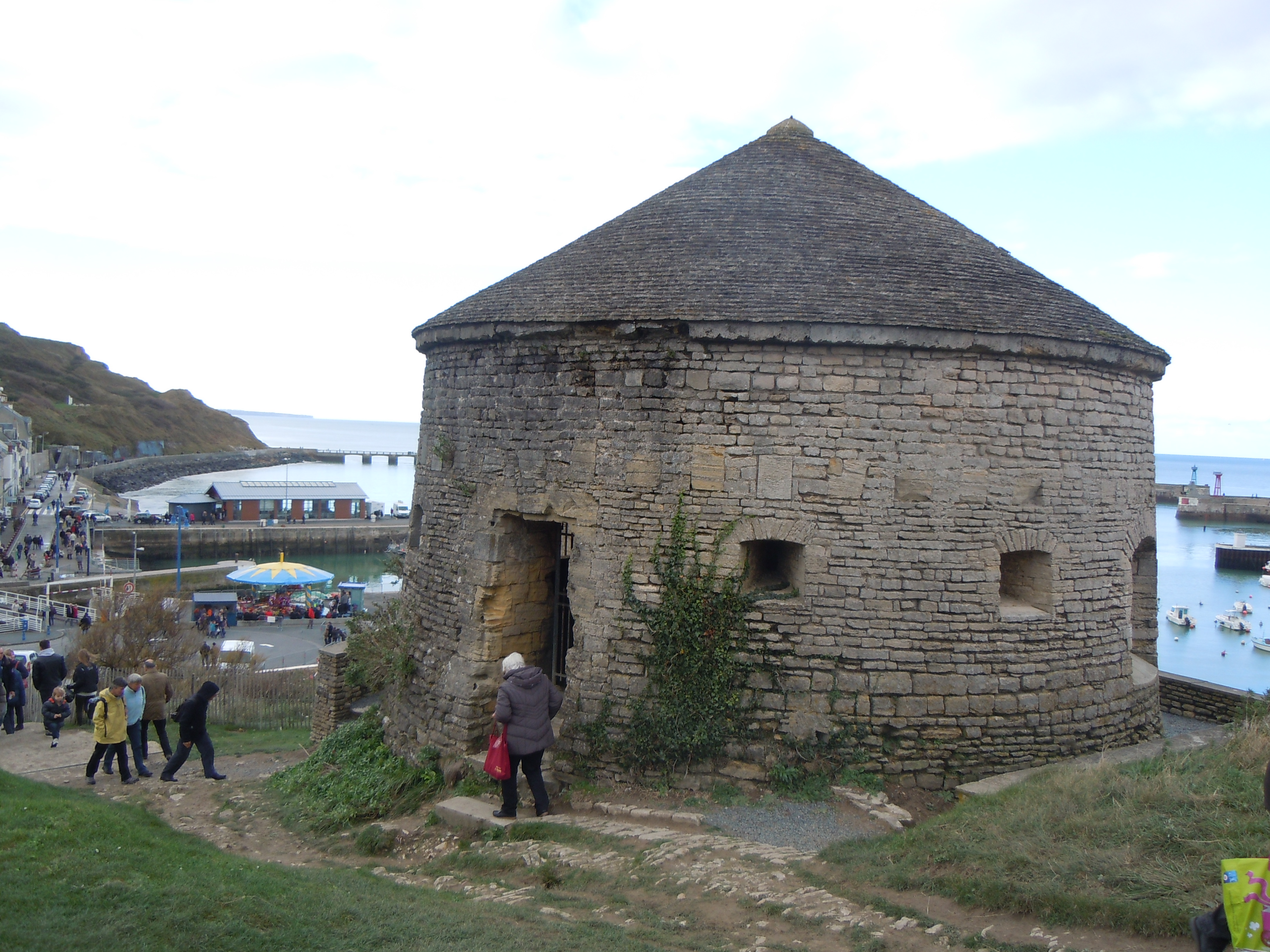
Vue de la tour dominant l'avant-port.
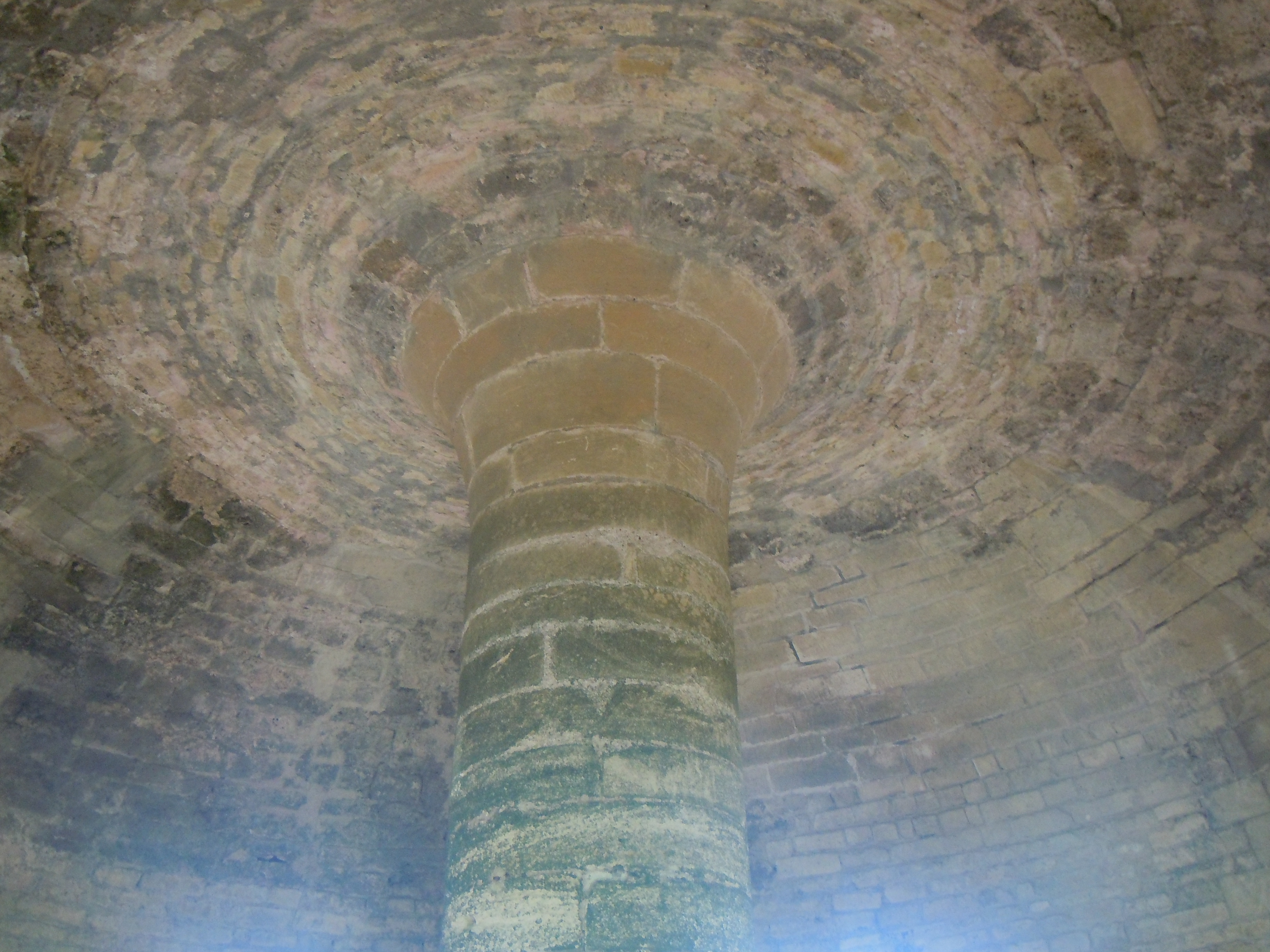
Intérieur de la tour: vue du sommet du pilier central.